# Полдарк (телесеріал, 2015)
Полдарк (англ. Poldark) — британський історичний серіал телеканалу «BBC One», який засновано на перших двох новелах серії історичних романів Вінстона Грема «Полдарк», та адаптовано сценаристкою Деббі Горсфілд та режисерами Едвардом Базалгеттом, Вільямом Мак-Грегором, Віллом Сінклером, Чарльзом Палмером, Ричардом Сеніором, Джоссом Агню та Стівеном Вульфенденом.

## Сюжет
Сюжет серіалу заснований на історії Росса Полдарка, який повертається після війни додому. Він дізнається, що батько помер, а на фермі заправляють п'яниці слуги. Крім цього, наречена головного героя побралася з його кузеном, бо думала, що Полдарк помер.

## У ролях
| Актор             | Роль                                |
| ----------------- | ----------------------------------- |
| Ейдан Тернер      | Росс Полдарк                        |
| Елеонор Томлінсон | Демельза Полдарк-Карн               |
| Рубі Бентел       | Веріті Блеймі-Полдарк               |
| Кайл Сольєр       | Френсіс Полдарк                     |
| Гейда Рід         | Елізабет Ворлегган-Полдарк-Чайновет |
| Ворен Кларк       | Чарльз Полдарк                      |
| Беті Едні         | Пруді Пейнтер                       |
| Джек Фартінг      | Джордж Ворлегган                    |
| Ричард Гарінгтон  | Ендрю Блеймі                        |
| Філ Девіс         | Джуд Пейнтер                        |
| Вуді Норман       | Валентин Варлегган                  |
| Робін Елліс       | Гальс                               |
| Люк Норіс         | Двайт Еніс                          |

## Список епізодів
| Сезон | Епізоди | Епізоди | Оригінальний показ | Оригінальний показ |
| Сезон | Епізоди | Епізоди | Перший показ       | Останній показ     |
| ----- | ------- | ------- | ------------------ | ------------------ |
| 1     | 8       | 8       | 8 березня 2015     | 26 квітня 2015     |
| 2     | 10      | 10      | 4 вересня 2016     | 6 листопада 2016   |
| 3     | 9       | 9       | 11 червня 2017     | 6 серпня 2017      |
| 4     | 8       | 8       | 10 червня 2018     | 29 липня 2018      |
| 5     | 8       | 8       | 14 липня 2019      | 26 серпня 2019     |

Сезон 1 (2015)
| № | # | Назва     | Режисер           | Сценарист      | Дата трансляції на «BBC One» | Глядачі (млн) |
| --- | - | --------- | ----------------- | -------------- | ---------------------------- | ------------- |
| 1 | 1 | «Серія 1» | Едвард Базалгетт  | Деббі Горсфілд | 8 березня 2015               | 8,75          |
| Росс Полдарк, британський ветеран війни за незалежність Америки, приїжджає додому в Корнвол, і з'ясовує, що його батько помер. Він відправляється до маєтку свого дядька, і дізнається, що його спадок у руїнах, а його кохана дівчина Елізабет заручена з його кузеном — Френсісом Полдарком. Продавши частину володінь своєї родини, він вирушає на ринок, де рятує Демельзу Карн від нападу хуліганів, які хотіли вкрасти її собаку. Демельза пішла геть із дому після тривалого побиття її батьком. Дядько Росса намагається переконати його залишити Корнвол, проте Росс відхиляє його пропозицію і залишається, щоб відновити свій спадок. |   |           |                   |                |                              |               |
| 2 | 2 | «Серія 2» | Едвард Базалгетт  | Деббі Горсфілд | 15 березня 2015              | 8,13          |
| Судові пристави закривають шахти, що призводить до безробіття. Росс планує відкрити шахту, і сподівається на допомогу свого кузена, але після напруження відносин між ним, Елізабет і Френсісом, останній відмовляється від пропозиції Росса, чим скористався їх бізнес-конкурент Джордж Ворлегган. Россу вдається отримати фінансування його шахти від інших бізнесменів. На одному із прийомів сестра Френсіса Веріті закохується в опального морського капітана Ендрю Блеймі. Росс організовує їм таємну зустріч у себе вдома проти волі свого дядька, що призводить до дуелі між Френсісом і капітаном Блеймі, у результаті якої Френсіс дістає поранення. До маєтку Росса прибуває дружина Френсіса Елізабет, де вона повідомляє про свою вагітність. |   |           |                   |                |                              |               |
| 3 | 3 | «Серія 3» | Едвард Базалгетт  | Деббі Горсфілд | 22 березня 2015              | 7,80          |
| У Френсіса й Елізабет народжується син. Россу доводиться бути присутнім на хрестинах, вислуховуючи за соєю спиною чутки про його стосунки з Демельзою. Проте є і добрі новини — «Віл Лежер» відновлює роботу. У той же час один із шахтарів Джим Картер одружується на Джині Мартін. Росс надає їм один зі своїх будинків, і все одно Джин, намагаючись забезпечити свою сім'ю, наважується на браконьєрство. Його ловлять на гарячому, і Россу доводиться виступати в суді захищаючи його. Однак суддя — преподобний доктор Гальс — не надто привітливий до них. |   |           |                   |                |                              |               |
| 4 | 4 | «Серія 4» | Едвард Базалгетт  | Деббі Горсфілд | 29 березня 2015              | 7,76          |
| Новина про одруження Росса і Демельзи спричинила переполох у Тренвіті. Занадто вразливого Чарльза настигає повторний серцевий напад, від якого він незабаром помирає. Перед смертю він прохає Росса подбати про Френсіса, котрий п'є, грає й програє сімейний спадок. Того часу «Віл Лейжр» досі не почала видобувати мідь, а гроші стрімко закінчуються. Росс звертається до інвесторів, але ті більше не воліють займатися марнотратством. Френсіс й Елізабет запрошують Росса й Демельзу на свята в Тренвіт. Демельза знайомиться з іншою частиною сім'ї Полдарк. |   |           |                   |                |                              |               |
| 5 | 5 | «Серія 5» | Вільям Мак-Грегор | Деббі Горсфілд | 5 квітня 2015                | 6,95          |
| Друг Росса, доктор Еніс, прибуває до Корнволу для вивчення захворювань легень у шахтарів. Джордж Ворлегган купує акції шахти Росса. Низькі ціни на мідь із боку плавильних компаній змушують власників шахт таємно організувати власну плавильну компанію. Демельза намагається організувати возз'єднання Веріті і капітана Блеймі. Марк, один із працівників Росса, закохується в дівчину з кочового театру Керен, очікування якої набагато більші за статок Марка. Френсіс загруз у боргах через нерентабельність шахти, азартні ігри й витрати на повію Маргарет. Зрештою він грає на свою шахту і програє, що призводить до її закриття. |   |           |                   |                |                              |               |
| 6 | 6 | «Серія 6» | Вільям Мак-Грегор | Деббі Горсфілд | 12 квітня 2015               | 7,19          |
| 7 | 7 | «Серія 7» | Вільям Мак-Грегор | Деббі Горсфілд | 19 квітня 2015               | 6,84          |
| 8 | 8 | «Серія 8» | Вільям Мак-Грегор | Деббі Горсфілд | 26 квітня 2015               | 7,37          |

Сезон 2 (2016)
| №  | #  | Назва      | Режисер       | Сценарист      | Дата трансляції на «BBC One» | Глядачі (млн) |
| -- | -- | ---------- | ------------- | -------------- | ---------------------------- | ------------- |
| 9  | 1  | «Серія 1»  | Вілл Сінклер  | Деббі Горсфілд | 4 вересня 2016               | 7,29          |
| 10 | 2  | «Серія 2»  | Вілл Сінклер  | Деббі Горсфілд | 11 вересня 2016              | 6,88          |
| 11 | 3  | «Серія 3»  | Вілл Сінклер  | Деббі Горсфілд | 18 вересня 2016              | 6,75          |
| 12 | 4  | «Серія 4»  | Вілл Сінклер  | Деббі Горсфілд | 25 вересня 2016              | 7,13          |
| 13 | 5  | «Серія 5»  | Чарльз Палмер | Деббі Горсфілд | 2 жовтня 2016                | 6,60          |
| 14 | 6  | «Серія 6»  | Чарльз Палмер | Деббі Горсфілд | 9 жовтня 2016                | 6,72          |
| 15 | 7  | «Серія 7»  | Чарльз Палмер | Деббі Горсфілд | 16 жовтня 2016               | 6,77          |
| 16 | 8  | «Серія 8»  | Чарльз Палмер | Деббі Горсфілд | 23 жовтня 2016               | 6,94          |
| 17 | 9  | «Серія 9»  | Ричард Сеніор | Деббі Горсфілд | 30 жовтня 2016               | 7,10          |
| 18 | 10 | «Серія 10» | Ричард Сеніор | Деббі Горсфілд | 6 листопада 2016             | 7,19          |

Сезон 3 (2017)
| №  | # | Назва     | Режисер           | Сценарист      | Дата трансляції на «BBC One» | Глядачі (млн) |
| -- | - | --------- | ----------------- | -------------- | ---------------------------- | ------------- |
| 19 | 1 | «Серія 1» | Джосс Агню        | Деббі Горсфілд | 11 червня 2017               | 7,29          |
| 20 | 2 | «Серія 2» | Джосс Агню        | Деббі Горсфілд | 18 червня 2017               | 6,59          |
| 21 | 3 | «Серія 3» | Стівен Вульфенден | Деббі Горсфілд | 25 червня 2017               | 6,49          |
| 22 | 4 | «Серія 4» | Стівен Вульфенден | Деббі Горсфілд | 2 липня 2017                 | 6,46          |
| 23 | 5 | «Серія 5» | Стівен Вульфенден | Деббі Горсфілд | 9 липня 2017                 | 5,98          |
| 24 | 6 | «Серія 6» | Джосс Агню        | Деббі Горсфілд | 16 липня 2017                | 6,01          |
| 25 | 7 | «Серія 7» | Джосс Агню        | Деббі Горсфілд | 23 липня 2017                | 6,44          |
| 26 | 8 | «Серія 8» | Буде визначено    | Деббі Горсфілд | 30 липня 2017                | 6,94          |
| 27 | 9 | «Серія 9» | Буде визначено    | Деббі Горсфілд | 6 серпня 2017                | 7,10          |